# Théophile Desdouits
Théophile Louis Desdouits, né le 20 juin 1836 à Paris et mort le 25 mars 1898 au Chesnay (Yvelines), est un enseignant, journaliste et essayiste français.

## Biographie
Il est connu pour sa réfutation de la thèse selon laquelle Giordano Bruno serait mort exécuté sur le bûcher par l'église catholique, mettant en doute la véracité de la lettre de l'auteur Scioppius (Caspar Schoppe) le racontant, il exposa ses idées, entre autres, dans le journal La Croix.

## Publications
- Les soirées de Montlhéry (Introduction et Première soirée, 1855, en ligne)
- Dans quel esprit on doit étudier les lettres, 1862
- Opinion des Pères de l’Église, 1863
- De la Liberté et des lois de la nature, 1868
- De l’Esprit français en philosophie, 1874
- La Philosophie de Kant, d’après les trois critiques, 1876 (texte en ligne)
- La Métaphysique et ses rapports avec les autres sciences, 1880
- La Légende tragique de Giordano Bruno, 1885 (texte en ligne)
- Lettres d’un bachelier sur les écarts de la pensée moderne, 1888
- La Philosophie de l’inconscient, A. Roger et F. Chernoviz, 1892
- La Responsabilité morale, 1896
- Causeries d'un instituteur sur les principes élémentaires de l'économie politique
- L'internationale et la guerre de 1870-1871
- Opinion des pères du quatrième siècle sur la tolérance civile en matière religieuse
- La monadologie, 1880
- Histoire d'un ouvrier
- Le progrès moral et ses conditions